# 달자의 봄
《달자의 봄》은 2007년 1월 3일부터 2007년 3월 15일까지 방송되었던 KBS 2TV 수목 드라마이다. 기획 단계에서 방송 횟수가 20부작이나 24부작으로 가닥을 잡았다가, 편성 조율 문제로 인한 불협화음 문제에 기인하여, 22부작으로 최종 결정되어 종영하였다.

## 줄거리
한다홈쇼핑 기획자로 일하는 직장인 노처녀 오달자(채림 분)를 통해 결혼의 의미와 21세기 30대 미혼 여성들의 싱글족 세태를 풍자하는 로코 드라마로 기획한 것이다.

## 등장인물

### 주요 인물
- 채림 : 오달자(33세) 역 - 홈쇼핑채널 MD
- 이민기 : 강태봉(27세) 역 - 애인대행업체 프리랜서로 활동중
- 이현우 : 엄기중(36세) 역 - 명품브랜드 수입업체 대표, 바른생활맨
- 공형진 : 신세도(33세) 역 - 홈쇼핑채널 PD, 자유연애주의자
- 이혜영 : 위선주(33세) 역 - 모델, 홈쇼핑 전속 쇼호스트

### 주변 인물
- 이경진 : 정정애(55세) 역 - 오달자의 어머니, 밥집 주인
- 김영옥 : 이끝순(70대 초반) 역 - 오달자의 할머니, 개성 출신
- 길용우 : 강순홍(58세) 역 - 강태봉의 아버지, 대학교 학장
- 권기선 : 손영심(58세) 역 - 강태봉의 어머니
- 김성겸 : X노인(70대 초반) 역 - 강태봉의 할아버지
- 양희경 : 강신자(42세) 역 - 팀장, 달자의 상사
- 오경수 : 남대수(44세) 역 - 부장, 달자의 상사, 기러기 아빠
- 김나운 : 고순애(37세) 역 - 달자의 직장 선배

### 그 외 인물
- 김재욱 : 춘하 역 - 강태봉 친구
- 이민희 : 진주 역 - 고순애의 딸
- 서영희 : 장수진 역

## 시청률
최저 시청률과 최고 시청률은 시청률 조사회사와 지역별로 시청률에 차이가 있을 수 있습니다.
| 2007년 | 2007년   | 2007년                                        | 2007년         | 2007년       | 2007년 |
| 제목   | 방송일   | 부제 (서브 타이틀)                            | AGB 시청률     | AGB 시청률   |        |
| 제목   | 방송일   | 부제 (서브 타이틀)                            | 대한민국(전국) | 서울(수도권) |        |
| ------ | -------- | --------------------------------------------- | -------------- | ------------ | ------ |
| 제1회  | 1월 3일  | 그녀를 미치게 하는 것들                       | 13.6%          | 14.3%        |        |
| 제2회  | 1월 4일  | 사랑도 대행이 됩니까?                         | 13.9%          | 14.9%        |        |
| 제3회  | 1월 10일 | 운명적 만남에 관한 로망적 고찰                | 11.7%          | 11.8%        |        |
| 제4회  | 1월 11일 | 왕자님은 있었다, but, 그러나...               | 12.9%          | 13.1%        |        |
| 제5회  | 1월 17일 | 부적절한 관계에 대처하는 그녀의 자세          | 16.3%          | 16.4%        |        |
| 제6회  | 1월 18일 | Show Must Go On!                              | 17.7%          | 18.6%        |        |
| 제7회  | 1월 24일 | 진정 우리 가슴에 필요한건 2%의 습도           | 17.4%          | 18.2%        |        |
| 제8회  | 1월 25일 | 애정결핍이 노처녀에게 미치는 영향             | 18.1%          | 19.1%        |        |
| 제9회  | 1월 31일 | 벽돌 한 장의 무게...                          | 16.3%          | 16.4%        |        |
| 제10회 | 2월 1일  | 때로는 당신 옆에 우리가 있다는 것을 기억하라! | 18.0%          | 18.7%        |        |
| 제11회 | 2월 7일  | 연애의 작용과 반작용의 법칙                   | 18.4%          | 19.7%        |        |
| 제12회 | 2월 8일  | 우리에게 낭만이 아름다운 이유                 | 18.0%          | 19.0%        |        |
| 제13회 | 2월 14일 | 해피 발렌타인데이 투 유!                      | 17.6%          | 18.6%        |        |
| 제14회 | 2월 15일 | 슈퍼우먼이 아니어도 괜찮아!                   | 19.9%          | 21.4%        |        |
| 제15회 | 2월 21일 | 사랑은 봄비처럼 내 맘을 적시고!               | 17.5%          | 18.1%        |        |
| 제16회 | 2월 22일 | 사랑에도 때론 의리가 필요하다!                | 19.5%          | 20.9%        |        |
| 제17회 | 2월 28일 | 사랑할 때 버려야 할 간절한 것들 1             | 16.6%          | 16.7%        |        |
| 제18회 | 3월 1일  | 사랑할 때 버려야 할 간절한 것들 2             | 17.8%          | 19.0%        |        |
| 제19회 | 3월 7일  | 남자로 산다는 건... 그런 거지                 | 17.9%          | 19.6%        |        |
| 제20회 | 3월 8일  | 여자로 산다는 건.. 또 그런 거지               | 17.6%          | 18.7%        |        |
| 제21회 | 3월 14일 | 사랑에 서툰 사람들                            | 16.4%          | 17.0%        |        |
| 제22회 | 3월 15일 | 봄은 또 오고, 꽃은 또 피고! (최종회)          | 17.4%          | 18.0%        |        |

## 수상 경력
- 2007년 KBS 연기대상 여자 최우수연기상 - 채림

## 동시간대 드라마
- SBS 수목 드라마 《연인》 (2006년 11월 8일 ~ 2007년 1월 11일)
- MBC 수목 드라마 《90일, 사랑할 시간》 (2006년 11월 15일 ~ 2007년 1월 4일)
- MBC 수목 드라마 《궁S》 (2007년 1월 10일 ~ 2007년 3월 15일)
- SBS 수목 드라마 《외과의사 봉달희》 (2007년 1월 17일 ~ 2007년 3월 15일)